# Cetola obscurior
Cetola obscurior är en fjärilsart som beskrevs av François Louis Nompar de Caumont de Laporte 1972. Cetola obscurior ingår i släktet Cetola och familjen nattflyn. Inga underarter finns listade i Catalogue of Life.